# Owen Coyle
Owen Columba Coyle (Paisley, 14 juli 1966) is een Iers voetbalcoach en voormalig voetballer.

## Trainerscarrière
Coyle begon na zijn carrière als voetballer met een korte periode als coach bij Falkirk in 2003. In april 2005 werd de Ier aangesteld als de nieuwe eindverantwoordelijke bij St. Johnstone. Op 21 november 2007 vertrok hij uit Schotland, toen hij een aanbieding van Burnley accepteerde. Op 25 mei 2009 promoveerde Burnley naar de Premier League, toen de finale van de play-offs gewonnen werd van Sheffield United. Op 8 januari 2010 liet hij ook deze club achter zich, om te gaan werken bij Bolton Wanderers. Hiermee degradeerde hij in het seizoen 2011/12 naar de Championship. Op 9 oktober 2012 verliet hij Bolton. Tussen 14 juni en 2 december 2013 was Coyle als coach werkzaam bij Wigan Athletic. Na een avontuur in de Verenigde Staten bij Houston Dynamo, keerde hij in juni 2016 terug in Engeland om aan de slag te gaan als manager van Blackburn Rovers. Hij trad daar aan als opvolger van Paul Lambert. Blackburn gaf Coyle in februari 2017 zijn ontslag.